# Instituta Geologii Arktiki
Instituta Geologii Arktiki är en kulle i Antarktis. Den ligger i Östantarktis. Norge gör anspråk på området. Toppen på Instituta Geologii Arktiki är 947 meter över havet.
Terrängen runt Instituta Geologii Arktiki är platt åt sydost, men åt nordväst är den kuperad. Terrängen runt Instituta Geologii Arktiki sluttar norrut. Trakten är obefolkad. Det finns inga samhällen i närheten.